# Kabinett Kramp-Karrenbauer III
Das Kabinett Kramp-Karrenbauer III bildete vom 17. Mai 2017 bis zum 1. März 2018 die saarländische Landesregierung von Ministerpräsidentin Annegret Kramp-Karrenbauer (CDU), gebildet aus CDU und SPD. Es folgte dem Kabinett Kramp-Karrenbauer II.
Bereits einen Tag nach der Landtagswahl erklärten beide Parteien, die bisherige Koalition fortsetzen zu wollen. Die Koalitionsverhandlungen wurden am 7. April 2017 aufgenommen. Spätestens im Mai sollte die neue Landesregierung gebildet werden. Am 3. Mai 2017 stellten die Parteien den neuen Koalitionsvertrag vor. Am 12. Mai 2017 stimmte der CDU-Landesparteitag dem Koalitionsvertrag einstimmig zu. Der SPD-Parteitag stimmte am 15. Mai mit 97,7 % zu. Am 16. Mai 2017 wurde der Koalitionsvertrag unterschrieben. Das Kabinett wurde am 17. Mai 2017 im Landtag bestätigt.
Am 19. Februar 2018 nominierte die CDU-Vorsitzende Angela Merkel Kramp-Karrenbauer für das Amt der Generalsekretärin der CDU. Kramp-Karrenbauer kündigte daraufhin ihren Rücktritt als saarländische Ministerpräsidentin an. Auf dem Bundesparteitag der CDU am 26. Februar 2018 wurde Kramp-Karrenbauer zur neuen CDU-Generalsekretärin gewählt. Am 28. Februar 2018 trat Kramp-Karrenbauer als Ministerpräsidentin zurück, um als CDU-Generalsekretärin endgültig in der Bundespolitik zu wechseln. Ihre Stellvertreterin Anke Rehlinger (SPD) übernahm kommissarisch die Regierungsgeschäfte. Das Kabinett wurde am 1. März 2018 vom Kabinett Hans abgelöst.
Im Landtag des Saarlandes verfügte die große Koalition mit 41 von 51 Sitzen über eine Zweidrittelmehrheit.

## Kabinett
| Amt/Ressort                                            | Foto                       | Name                                                                     | Partei | Partei          | Staatssekretär                                                                                 | Partei    | Partei |
| ------------------------------------------------------ | -------------------------- | ------------------------------------------------------------------------ | ------ | --------------- | ---------------------------------------------------------------------------------------------- | --------- | ------ |
| Ministerpräsidentin                                    |                            | Annegret Kramp-Karrenbauer (bis 28. Februar 2018)                        |        | CDU             | Jürgen Lennartz Chef der Staatskanzlei und Bevollmächtigter des Saarlandes beim Bund in Berlin |           | CDU    |
| Staatskanzlei                                          |                            | Annegret Kramp-Karrenbauer (bis 28. Februar 2018)                        |        | CDU             | Jürgen Lennartz Chef der Staatskanzlei und Bevollmächtigter des Saarlandes beim Bund in Berlin |           | CDU    |
| Ministerin für Wissenschaft und Technologie            |                            | Annegret Kramp-Karrenbauer (bis 28. Februar 2018)                        |        | CDU             |                                                                                                |           |        |
| Stellvertretende Ministerpräsidentin                   |                            | Anke Rehlinger (ab 28. Februar 2018, kommissarische Ministerpräsidentin) |        | SPD             |                                                                                                |           |        |
| Ministerin für Wirtschaft, Arbeit, Energie und Verkehr | Jürgen Barke Kabinettsrang | Anke Rehlinger (ab 28. Februar 2018, kommissarische Ministerpräsidentin) |        | SPD             | SPD                                                                                            |           |        |
| Minister für Finanzen und Europa Minister der Justiz   |                            | Stephan Toscani                                                          |        | CDU             | Ulli Meyer (Finanzen) Roland Theis (Justiz und Europa)                                         |           | CDU    |
| Minister für Inneres, Bauen und Sport                  |                            | Klaus Bouillon                                                           | CDU    | Christian Seel  |                                                                                                | parteilos |        |
| Minister für Soziales, Gesundheit, Frauen und Familie  |                            | Monika Bachmann                                                          | CDU    | Stephan Kolling |                                                                                                | CDU       |        |
| Minister für Bildung und Kultur                        |                            | Ulrich Commerçon                                                         |        | SPD             | Christine Streichert-Clivot                                                                    |           | SPD    |
| Minister für Umwelt und Verbraucherschutz              |                            | Reinhold Jost                                                            | SPD    | Roland Krämer   | SPD                                                                                            |           |        |